# I-15
O I-15 foi um submarino operado pela Marinha Imperial Japonesa e a primeira embarcação da Classe Tipo B1. Sua construção começou no final de janeiro de 1938 no Arsenal Naval de Kure e foi lançado ao mar em março de 1939, sendo comissionado na frota japonesa em setembro do ano seguinte. Era armado com seis tubos de torpedo de 533 milímetros, possuía um deslocamento submerso de 3,7 mil toneladas e conseguia alcançar uma velocidade máxima de 23 nós (43 quilômetros por hora) na superfície e oito nós submerso (quinze quilômetros por hora).
O I-15 operou próximo da ilha de Oahu, no Havaí, durante o Ataque a Pearl Harbor em dezembro de 1941. Depois disso a embarcação realizou uma patrulha pelas Ilhas Aleutas de maio a junho de 1942, fazendo o reconhecimento de várias ilhas na região. Sua última patrulha da guerra ocorreu de agosto a novembro do mesmo ano, quando operou nas Ilhas Salomão em apoio aos esforços japoneses durante a Batalha de Guadalcanal. O I-15 foi avistado e afundado em 10 de novembro pelo draga-minas USS Southard enquanto recarregava suas baterias na superfície.